# Refuge du Soreiller
Le refuge du Soreiller est un refuge de montagne situé dans le massif des Écrins, dans les Alpes françaises, sur la commune de Saint-Christophe-en-Oisans.

## Localisation
Ce refuge est situé à 2 720 mètres d'altitude, dans le vallon du Soreiller, à proximité de l'aiguille Dibona,. Depuis le refuge, sont accessibles des courses en haute montagne et des voies d'escalade,. Ce refuge est dans le parc national des Écrins mais hors de sa zone centrale.

## Historique
Le refuge du Soreiller est bâti en 1956 et ouvert en 1957,. Il connaît des rénovations en 1999 puis en 2014,,,. Il appartient à la Société des touristes du Dauphiné (STD),.

## Description
Ce refuge comporte, après 2014, 74 places (ou 81,,) en été et 20 places en hiver — période où il n'y a pas de gardien. En été, parmi ses équipements, se trouvent une salle hors-sac, une terrasse, une bibliothèque, des jeux de société, mais aussi des panneaux photovoltaïques, des éléments consacrés à la production d'eau chaude solaire et des toilettes sèches. En hiver, moins d'équipements sont disponibles,.

## Événements artistiques et culturels
À l'instar d'autres refuges de montagne, le refuge du Soreiller accueille des artistes en résidence dans le cadre du programme de résidences d'artistes contemporains en refuges L'envers des pentes,.